# Soccorso vitale al traumatizzato

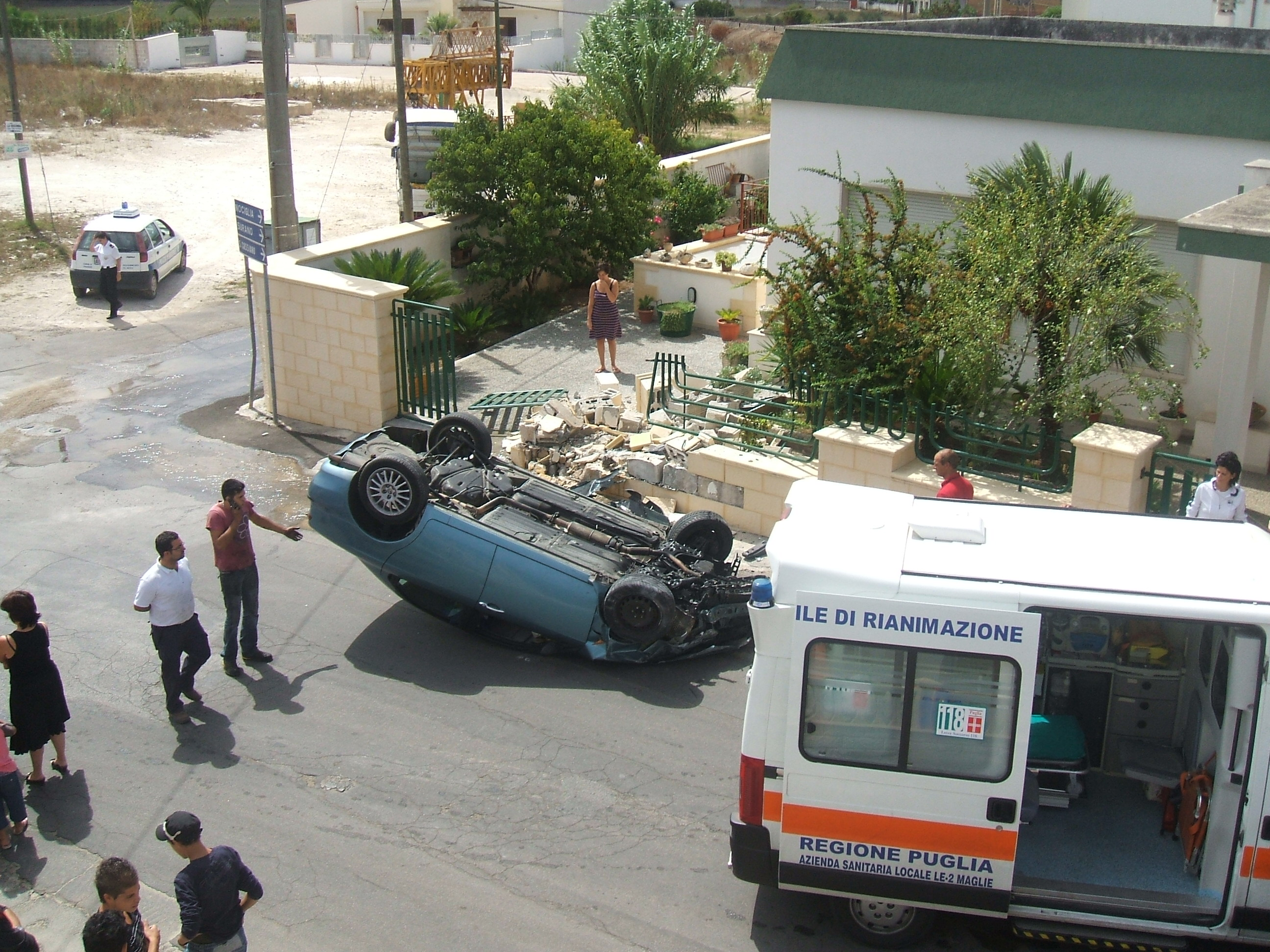
L'incidente stradale è un evento traumatico in cui si applica l'SVT.

Il supporto vitale di base al traumatizzato, anche noto come BTLS (Basic Trauma Life Support) o PTC o PHTC (Pre-Hospital Trauma Care), è un protocollo di soccorso utilizzato generalmente dai soccorritori dell'emergenza, finalizzato al primo trattamento di infortunati che hanno subito un trauma, cioè un evento causato da una considerevole quantità di energia che agisce sull'organismo provocandone danni. Questo tipo di protocollo è quindi applicabile anche a persone annegate, folgorate, ustionate, o che hanno subito ferite da arma, poiché in tutti questi casi le lesioni sono provocate dalla dissipazione di energia sul corpo.
Si parla di politrauma nel caso in cui una persona abbia subito traumi a più di un apparato: se una persona ha vari gli arti rotti, ma la cute non è lesa e non vi sono lesioni a vasi o nervi, non si tratta quindi di politrauma.
È di grande importanza il tempo che intercorre tra l'evento del trauma e il soccorso, poiché minore è l'intervallo di tempo e maggiore è la possibilità che la persona traumatizzata possa sopravvivere o comunque riportare il minor quantitativo possibile di danni. L'SVT indica proprio il concetto della golden hour (ora d'oro), sottolineando come il tempo tra l'evento e la centralizzazione presso un trauma center non debba essere superiore ai 60 minuti, limite oltre il quale si ha una netta caduta delle possibilità di esito positivo.

## Catena di sopravvivenza del traumatizzato
In caso di trauma esiste una procedura che serve per coordinare le azioni di soccorso, chiamata “catena di sopravvivenza del traumatizzato”, la quale si divide in cinque fasi principali:
- chiamata di emergenza: allertamento precoce tramite numero d'emergenza (in Italia 118, ma in alcune regioni è già attivo il Numero Unico di Emergenza 112);
- triage effettuato per valutare la gravità dell'evento e il numero delle persone coinvolte;
- soccorso precoce
- attivazione ALS precoce.
- Centralizzazione precoce presso Trauma Center (entro la golden hour);

Tutti gli anelli di questa catena sono ugualmente importanti per una buona riuscita dell'intervento.

## Dinamica del trauma
Quando un cittadino chiama i servizi di emergenza gli vengono poste alcune domande sulla dinamica dell'evento, che servono agli operatori per valutare la gravità del trauma, stabilire un codice di priorità e inviare la squadra di soccorso più adeguata.
Esistono degli elementi predittivi che indicano un'ipotetica maggiore gravità del trauma ai quali è quindi associato un codice di massima priorità. I principali elementi sono:
- l'età del paziente: minore di 5 e maggiore di 65 anni;
- la violenza dell'impatto: uno scontro frontale o l'eiezione di una persona fuori dall'abitacolo;
- lo scontro tra mezzi di dimensioni opposte: bicicletta/camion, auto/pedone, auto/moto;
- persone decedute nello stesso veicolo;
- estricazione complessa (tempo di estricazione superiore ai venti minuti);
- caduta da altezza maggiore di 3 metri.

## Il Supporto Vitale al Traumatizzato
Il supporto vitale di base al traumatizzato parte dagli stessi principi del normale BLS e prevede due valutazioni: primaria e secondaria.
È fondamentale l'immediata valutazione dello stato di coscienza.
Nel caso di infortunati incarcerati è determinante una rapida valutazione delle funzioni vitali di base, è necessaria per indirizzare l'équipe di soccorso verso un'estricazione rapida (in caso di incoscienza o compromissione di una delle funzioni vitali) o un'estricazione convenzionale.

### Strategie di approccio
Stay & play o Scoop & run: queste due strategie vanno scelte in base alle caratteristiche del paziente e della realtà sanitaria locale; la strategia dello Scoop & run (lett. "raccogli e corri") va applicata a pazienti critici che non gioverebbero di intervento sul luogo, seppure in presenza di ALS, ma necessitano di ospedalizzazione immediata e trattamento in sede ospedaliera. Tra le condizioni che necessitano di Scoop & run vi sono le ferite penetranti al tronco (torace, addome), radice degli arti e collo, ovvero siti anatomici le cui ferite non sono comprimibili in modo efficace.
La strategia dello Stay & play (lett. "stai e gioca") è invece indicata a quei pazienti che necessitano di stabilizzazione sul posto prima di essere trasportati (è il caso delle emorragie massive comprimibili).

### Valutazione primaria
Inizialmente la valutazione prevede di valutare se siano presenti emorragie massive istantaneamente identificabili. Dopo aver effettuato la valutazione rapida ed una eventuale estricazione se necessario, si esegue la valutazione primaria che è suddivisa in cinque punti: A, B, C, D ed E.
A: Airways and Spine Control (vie aeree e stabilizzazione del rachide cervicale)
Il primo soccorritore si posiziona alla testa stabilizzandola manualmente mentre un altro applica il collare cervicale. È importante somministrare sempre ossigeno ad alti flussi (12-15 litri/minuto) al traumatizzato.
Il capo squadra valuta lo stato di coscienza chiamando la persona e stabilendo un contatto fisico, per esempio toccandolo. Se il paziente risulta incosciente, il capo squadra procede con la manovra del GAS (Guardare, Ascoltare, Sentire) che serve per valutare se la persona respira. In caso di respiro assente viene eseguito il classico BLS.
Il team leader scopre il torace del paziente e controlla le vie aeree, posizionando, se il paziente è incosciente, una cannula oro-faringea. 
B: Breathing (respirazione)
Nel caso in cui il respiro sia presente o nel caso in cui il paziente sia cosciente si posiziona la mascherina somministrando ossigeno e si esegue l'OPACS (Osservo, Palpo, Ascolto, Conto, Saturimetro). Il capo squadra con questa manovra valuta diversi parametri del paziente: infatti osserva e palpa il torace verificando che non vi siano avvallamenti o anomalie, ascolta il respiro controllando che non vi siano gorgoglii o rumori, conta la frequenza respiratoria ed usa il saturimetro per valutare l'ossigenazione nel sangue.
C: Circulation (circolazione)
In questa fase viene verificato se il paziente ha emorragie che necessitano un'emostasi immediata. Se non vi sono emorragie, o comunque dopo averle tamponate, vengono valutati diversi parametri riguardanti la circolazione, il battito cardiaco e il colorito e la temperatura della cute. 
Viene valutata la pressione arteriosa tramite lo sfigmomanometro e il polso radiale: se quest'ultimo non risulta percepibile alla palpazione significa che la pressione sistolica è minore di 80 mmHg.
D: Disability (disabilità)
A differenza della valutazione iniziale in cui viene valutato lo stato di coscienza tramite la scala AVPU o la Scala di Glasgow, in questa fase viene valutato lo stato neurologico della persona. Il soccorritore effettua delle semplici domande al paziente valutando memoria, orientamento spazio-temporale, danni neurologici (ad esempio con la scala di Cincinnati).
E: Exposure (esposizione)
In questa fase si valuta se il paziente ha riportato lesioni più o meno gravi. Il capo squadra spoglia il paziente (tagliando i vestiti se necessario) e fa una valutazione dalla testa ai piedi, controllando eventuali lesioni o emorragie. I protocolli prevedono di controllare anche i genitali. 
A seguito del controllo testa-piedi il paziente viene ricoperto con un telo termico per evitare una possibile ipotermia.
Al termine di questa fase, se il paziente è sempre stato cosciente, il team leader comunica tutti i parametri dell'ABCDE alla centrale operativa, la quale gli dirà che cosa fare e in quale ospedale trasportare il paziente. 

### Valutazione secondaria
Valutare:
- dinamica dell'evento;
- meccanismo del trauma;
- anamnesi del paziente.

Dopo aver completato la valutazione primaria, la centrale operativa decide se far trasportare il paziente in ospedale oppure se inviare un altro mezzo di soccorso, come ad esempio un'automedica.